# Higashi (Nagoja)
Higashi (jap. 東区 Higashi-ku; dosł. dzielnica wschodnia) – jedna z 16 dzielnic Nagoi, stolicy prefektury Aichi. Dzielnica została założona 1 kwietnia 1908 roku jako jedna z pierwszych czterech dzielnic. Położona w środkowej części miasta. Graniczy z dzielnicami: Chikusa, Kita, Moriyama i Naka.
Na terenie dzielnicy znajduje się uczelnia Nagoya Future Culture College.

## Miejskie atrakcje
- Aichi Arts Center
- Oasis 21
- Tokugawa Garden
- Tokugawa Art Museum
- Nagoya Dome
- Cultural Path (jap. 文化のみち Bunka no michi)
- Bank of Tokyo-Mitsubishi UFJ Money Museum
- Kościół katolicki Chikaramachi